# Matheus Marcondes
Matheus Marcondes (ur. w listopadzie 1903 w Rio de Janeiro) – brazylijski lekkoatleta, długodystansowiec (maratończyk).
Podczas igrzysk olimpijskich w Los Angeles (1932) nie ukończył maratonu.
W 1922 zdobył brązowy medal w biegu maratońskim podczas nieoficjalnych mistrzostw Ameryki Południowej.
Dwukrotny rekordzista Brazylii w maratonie:
- 2:52:44,8 (16 sierpnia 1925, São Paulo)[2][3]
- 2:48:24,0 (15 sierpnia 1926, São Paulo)[2][3] – rekord życiowy zawodnika